# Ed Royce

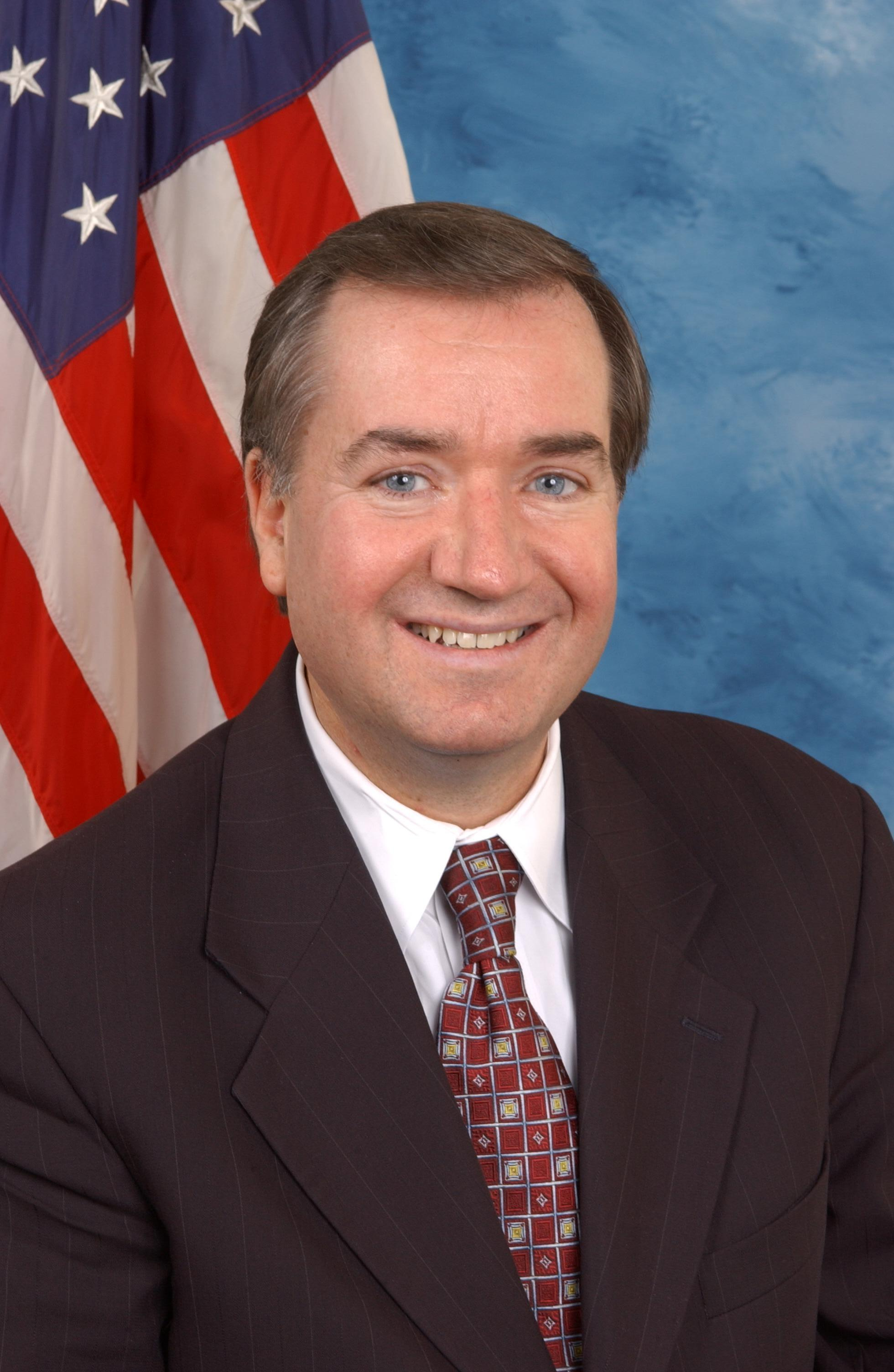
Ed Royce

Edward Randall „Ed“ Royce (* 12. Oktober 1951 in Los Angeles, Kalifornien) ist ein US-amerikanischer Politiker. Von 1993 bis 2019 vertrat er einen Teil von Los Angeles und Orange County im Süden Kaliforniens im Repräsentantenhaus der Vereinigten Staaten. Zuvor hatte er ab 1982 dem Senat von Kalifornien angehört.

## Werdegang
Ed Royce besuchte zunächst die Katella High School und studierte danach bis 1977 an der California State University in Fullerton Buchhaltung. Danach betätigte er sich als privater Geschäftsmann und als Steuerberater für eine Zementfirma. Gleichzeitig begann er als Mitglied der Republikanischen Partei eine politische Laufbahn. Zwischen 1983 und 1993 saß er im Senat von Kalifornien.
Bei der Wahl 1992 wurde Royce im 39. Kongresswahlbezirk Kaliforniens in das US-Repräsentantenhaus in Washington, D.C. gewählt, wo er am 3. Januar 1993 die Nachfolge von William E. Dannemeyer antrat. Nach einer Neustrukturierung der Wahlkreise in Folge des United States Census 2000 vertrat er zwischen 2003 und 2013 als Nachfolger von Jerry Lewis den 40. Distrikt seines Staates. Da nach dem United States Census 2010 die Kongresswahlbezirke Kaliforniens wiederum neugegliedert wurden, trat er zur Wahl 2012 wieder im veränderten 39. Kongresswahlbezirk an, den er ab dem 3. Januar 2013 wieder vertrat. Royce unterstützte die Bundesregierung unter Präsident George W. Bush bei ihrer aggressiven Außenpolitik nach den Terroranschlägen am 11. September 2001, indem er für die Autorisierung des Afghanistan- und des Irakkriegs stimmte. Er war Mitglied im Finanzausschuss und im Auswärtigen Ausschuss, von 2013 bis 2019 als dessen Vorsitzender, sowie in drei Unterausschüssen. Innerparteilich gehörte er dem Republican Study Committee an.
Im Januar 2018 gab Royce bekannt, bei der Wahl im November 2018 nicht wieder anzutreten. Sein Mandat endete am 3. Januar 2019.